# Riga Centralstation
Riga Centralstation (lettisk: Rīgas centrālā dzelzceļa stacija), officielt Riga Passagerstation (lettisk: Rīgas Pasažieru stacija) er den største og primære jernbanestation i Letlands hovedstad Riga. Banegården ligger centralt i Riga i den sydøstlige udkant af det historiske bycentrum.
Banegården er knudepunkt for jernbanetrafikken i Letland. Den er udgangspunkt for jernbanestrækningerne Riga–Daugavpils, Riga–Jelgava, Riga–Ventspils og Riga–Skulte.

## Historie
Opførelsen af Riga banegård startede i 1858 som del af byggeriet af jernbanelinjen fra Riga til Daugavpils og blev finansieret af britiske entreprenører og ledet af britiske ingeniører. Grundstensnedlæggelsen den 21. maj 1858 blev overværet af generalguvernøren for Estland og Livland Aleksandr Arkadijevitsj Suvorov. Indvielsen af stationen fandt sted den 12. oktober 1861, hvorefter der var togforbindelse til Daugavpils og videre herfra til Sankt Petersborg og Warszawa. Den oprindelige banegårdsbygning var opført efter tegninger af arkitekt Johann Daniel Felsko, og stod nøjagtig det samme sted som den nuværende banegårdsbygning står i dag. Den var en lille bygning i to etager, der var indrettet som sækbanegård med to perroner og fire spor. Foruden jernbaneanlæg rummede stationen også et telegrafkontor, et posthus og en politistation.
I 1868 åbnede jernbanestrækningen fra Riga til Jelgava, der til at begynde med havde endestation på Torņakalns banegård på floden Daugavas venstre bred. Efter åbningen af jernbanebroen over Daugave fik den endestation på Riga banegård. Den blev efterfulgt af linjen fra Riga til Mühlgraben og i 1873 fra Riga til Aahaken-Bergshof. På grund af den yderligere udbygning af jernbanenettet blev den gamle bygning for lille, og i 1885 blev banegården ombygget og udvidet med to store sidefløje efter tegninger af arkitekt Heinrich Scheel. I 1889 blev der desuden opført et kapel i neobyzantinsk stil foran banegårdenen til minde om, at kejser Alexander III og hans familie mirakuløst havde overlevet en jernbaneulykke i 1888. I 1889 åbnede jernbanestrækningen fra Riga til Pskov, og trafikken fortsatte med at stige markant, så der skete yderligere ombygninger og overvejelser om at udvide kapaciteten. I 1897 blev det besluttet at adskille gods- og passagertrafik. En ny godsbanegård blev bygget i 1903 og en yderligere passagerstation i 1907.
Indtil Jernbanebroen stod færdig i 1914 ankom alle tog i gadeniveau, hvor stationen dengang hed Riga I. Samtidig med Jernbanebroen opførtes også den nyere del af stationen med perroner beliggende på det øvre og nuværende niveau, dengang kaldet Rīga galvenā (Riga hovedbanegård), selvom det officielle sprogbrug dengang i det Russiske Kejserrige var russisk. Siden Letlands uafhængighed kaldtes begge disse niveauer tilsammen Rīga pasažieru (Riga passagerbanegård) i officielle dokumenter, selvom de længe efter stadig omtales som Rīga I og Rīga galvenā. Under den tyske besættelse i 2. verdenskrig i 1942 var den officielle benævnelse hhv. Riga Pbf (Riga Personenbahnhof) og Riga Hbf (Riga Hauptbahnhof).
I 1930'erne var der yderligere planer om en omfattende ombygning af stationen, som skulle starte i 1940 og stå færdig i 1945. På grund af Anden Verdenskrig kunne planerne dog ikke gennemføres. Under krigen blev både stationsbygningen, jernbanespor og udstyr beskadiget. I 1947 var disse blevet genopbygget, og i 1950'erne blev jernbanelinjerne elektrificeret.
I 1957 begyndte ombygningen af banegårdsbygningen. En ny bygning efter tegninger af arkitekterne V. Kuznetsov og V. Tsipulin blev opført i glas og beton. Et markant tårn blev opført på nordsiden af den moderne bygning. Genåbningen fandt sted den 21. juli 1961. Ombygningen afsluttedes i sin helhed i 1965. Efter den påbegyndte ombygningen forblev stationsområdet i gadeniveau ubenyttet, og den gamle banegårdsbygning blev endelig revet ned i 1965.
Fra 1998 til 2003 blev banegårdsbygningen moderniseret igen og udvidet af firmaet Linstow Varner, som også opførte Origo indkøbscentret under samme tag.